# 卡萝拉·东贝克
卡萝拉·东贝克（德語：Carola Dombeck，1960年6月25日—），德国女子竞技体操运动员。她曾代表东德参加1976年夏季奥林匹克运动会体操比赛，获得一枚银牌和一枚铜牌。